# 大地之歌 (电影)
大地之歌（孟加拉語：পথের পাঁচালী，pɔt̪ʰer pãtʃali），又譯小路之歌或大路之歌，是一部1955年的孟加拉電影，由薩雅吉·雷執導，西孟加拉的印度政府出版。故事以比哈堤哈遜·班納吉的同名小說《小路之歌》為基礎。《大地之歌》是薩雅吉·雷執導的首部電影，也是《阿普三部曲》中的首部曲，描述1920年代的孟加拉鄉下，主角阿普的童年故事。
只有盧比1.5拉克（約3000美元）的小額資本，大部分由業餘演員演出，而且是由一群缺乏經驗的工作人員負責製做，然而，《大地之歌》卻獲得了評論與大眾間的高評價與大成功。導演薩雅吉·雷曾受義大利新寫實主義影響，而在《大地之歌》發展出自己抒情寫實主義的風格。《大地之歌》成了首部引起主流國際影壇注目的印度獨立電影，並於1956年坎城影展奪得「最佳人文紀錄片獎」，確立了薩雅吉·雷的一流國際導演的地位，是現今公認史上最佳的電影之一。

## 剧情

###### 剧情介绍
在印度的孟加拉省，一个贫穷的村落里住着一户人家，自以为学识过人的哈里是一家之主，他虽任职地主的会计，但他终日想着成为一个诗人。他在这方面没有出色的表现，甚至穷得将祖先的果园作借款的抵押品。他的妻子温柔贤惠，为了生活吃苦而毫无怨言。女儿与儿子也把吃从果园里偷来的果子当作一件乐事。有一天，隔壁邻居家怀疑女儿偷了他们家的珍珠项链，可女儿却坚决否认。无奈之下，邻居也没有继续追击。然而在哈里一家准备搬离这个小村庄时。阿普却在一个碗里发现了一条珍珠项链并且丢到了水塘里，当年的真相也随着水花的消散以及水草的聚拢而告一段落。
有一天，哈里带着薪水回家，他们一家人大大庆贺一番。同住的老婆婆向他们借一块布料却被赶走，不久他的儿子和女儿发现老婆婆倒在森林里，已死去多时。哈里为了借贷到外面五个月毫无音信，而他的女儿因患重病而安然死去。哈里回来听此噩耗，便和妻子流着眼泪来到大森林里大声呼喊，发誓要改善生活，并迁往他处。天亮了，他带着全家人和简单的行李赶着牛车往拿勒斯城出发了。但是生活的不幸将继续伴随着这这家人，他们一家的故事以及阿普的故事也仍在继续...

###### 剧情分析
《大地之歌》1955年上映，是导演萨蒂亚吉特·雷伊电影生涯的处女作，也是他最为人称道的一部电影，可以说出道即巅峰。这是一部黑白色调的电影，没有完整的故事线，但是人物塑造非常真实、浑然天成、毫不做作，甚至在戛纳电影节被授予纪录片的奖项，而不是故事片。
导演雷伊曾说，一个有社会责任感的导演，必须面对现实，审视事实、挖掘事实，并将其转为电影。毫无疑问，《大地之歌》是一部严肃的电影，与传统载歌载舞的印度电影不同，它用现实主义和实景拍摄的技巧，诗意的展现了日常生活中的种种艰辛。像是电影中大量出现的空镜头以及导演花费大量镜头在于水塘以及昆虫都是整部电影的点睛之笔。

## 主题
《大地之歌》是雷伊最著名的三部曲中的第一部，另外两部分别是《大河之歌》和《大树之歌》。他们被统称为《阿普三部曲》。《大地之歌》当中有双重主题。一重主题是人与自然，另一重主题是人与社会。这个著名的三部曲构成了一幅50年代印度日常生活的风情画，同时也是一个以家庭为主线的史诗。整个故事在小主人公阿普的眼中展开。换句话说，阿普是这个影片当中真正的叙事人，因为他既是视觉观看的中心也是观看世界的中心，世界围绕着他展开，我们所获知的世界也是阿普眼中的世界。这部影片并不是一部可以直接地刺激或者愉悦你的感官的影片。极其缓慢的节奏与好莱坞电影形成了鲜明的对比，让很多现代观众无法接受。但如果你怀着一个沉静和富有思考的心态去看这部电影，那你就会发现这部电影的魅力所在。如果把这部电影比作一幅社会的风情画，那让我们看到战后独立建国之后的印度正在经历的变化。食物匮乏的问题频频发生，母亲对生活的抱怨也一直在电影中重复。这个家庭有一个相对简单的成员设置，爸爸、妈妈、女儿和儿子。穿插其间的是一个极为神奇的又极为令人同情的老姑婆，她居无定所，不断地被驱逐，不断屈辱地尝试找到一个地方安身，然后一次一次地去而复归。这个形象在某种意义上成了故事中的节拍器。她的死亡也将电影的主题推向了高潮，随着带来的是大地之歌的一个重要主题，生活苦难中的人与死。导演雷伊在这三部电影中大胆的使用了现实主义的拍摄手法，呈现出当时年代最真实的印度。他们没有选择，面对金钱，食物的匮乏。医疗的落后让他们在面对疾病的时候没有任何的反抗能力，他们能做的只有静静的等待死亡。阿普的姐姐在一场风寒中死去，呼啸的风和暴雨席卷着他们本就破旧不堪的房屋。房门的不断撞击声响彻着整个房间，姐姐躺在床上，面色惨白。母亲愁容满面，却无奈于如何救治。导演通过对于环境和自然的描写，展示了自然的力量，以及人类在自然面前的脆弱和不堪。也展示了印度穷人对于生活的无奈和失去亲人的痛苦。

## 角色
- 阿普（Apu） - 故事的主角，出生于一个贫困的村庄家庭，在成长过程中面临着家庭的种种困境和挑战。饰演阿普的演员是苏维穆克希（Soumitra Chatterjee）。 多瑞（Durga） - 阿普的姐姐，一个调皮的女孩子，经常带着阿普四处游玩。饰演多瑞的演员是乌玛帕提·范苏卡拉（Uma Dasgupta）。  父亲（Father） - 阿普的父亲，是一位作家，但由于家庭贫困无法养家糊口。饰演父亲的演员是卡纳伊·杜塔（Kanu Bannerjee）。  母亲（Mother） - 阿普的母亲，是一个善良而勤劳的家庭主妇，为了养家糊口，不得不在家里辛勤劳作。饰演母亲的演员是卡琳娜·卡彭特（Karuna Bannerjee）。  祖母（Grandmother） - 阿普的祖母，是一个智慧而富有经验的老人，总是给予阿普和多瑞的建议和帮助。饰演祖母的演员是钱汉塔·查特吉（Chunibala Devi）。

## 制作
该系列片诞生期间，印度电影并不欢迎“真实”，导演萨雅吉.雷伊拍摄《大地之歌》遭到了其他导演的警告   。

###### 剧本创作
《阿普三部曲》改编自孟加拉现代作家毗菩提菩山·班纳吉的自传性小说《道路之歌》和《不屈者》，作者本人就是阿普。雷伊在改编过程中也注意到了小说的自传性因素，他将自己的生活体验也加入了创作中，例如在青春期的阿普和他守寡母亲的关系，导演本人也有类似的经历，因此他将原著中并未明确指出的母子冲突变成了情节发展的主线。而第三部则是导演“制造”的一个原著本没有的“真实故事”。

###### 拍摄过程
在影片拍摄上，为了使影片给观众的心理感受更为“真实”，雷伊在影片中使用了大量非职业演员，并杜绝给演员化妆，让他们素颜上镜，本色演出。

###### 音乐
阿普三部曲的背景音乐颇为有趣且令人印象深刻，使用的时北印度最具代表性的古典乐器，锡塔琴。当然背后的音乐家也是相当的著名。他就是拉维·香卡（孟加拉语：রবি শংকর，英语：Ravi Shankar，1920年4月7日—2012年12月11日），本名Robindro Shaunkor Chowdhury，印度民族音乐作曲家，锡塔琴演奏家。Ken Hunt 称他为“地球上最著名的印度音乐家”。1944年他完成学业后，曾为《甘地传》及萨蒂亚吉特·雷伊的《阿普三部曲》创作配乐。

## 花絮
关于这部电影，有一个著名的花絮，这个花絮同时也是这部电影的起源。导演雷伊出身在一个人文世家的书香门第，他最早的职业生涯是作为一个画师展开的，一个宿命的偶然整个地扭转了他生命的道路，而他生命道路的扭转也成为印度电影史以及世界电影史上的一个重要的时刻。
这个扭转就是在一次偶然当中他遇到了著名的法国诗意现实主义大师雷诺阿，这是一位我们在《大幻灭》当中已经触摸过的伟大的法国电影艺术家，他也是画家雷诺阿的孙子。
雷伊巧遇雷诺阿的时候他在印度和他的侄子一起拍摄一部叫做《河》的电影，雷伊经由雷诺阿看到了一部我们已经共同分享过的影片《偷自行车的人》。电影世界突然在他面前改变了面貌，不再是那个时候印度主流电影的那种华丽、虚假与浅薄，不再是印度的主流电影所必需的载歌载舞。他第一次意识到电影可以如此深刻地去展现社会生活的真实画卷，可以如此勇敢地直面小人物的惨淡人生，于是他几乎立刻决定转向，并开始筹拍这部后来我们称之为《大地之歌》的影片。

## 发行

##### 发行公司
| 机构名称                            | 国家/地区 | 发行时间 | 发行版本 |
| ----------------------------------- | --------- | -------- | -------- |
| Columbia TriStar Home Entertainment | 美国      | 2003     | DVD发行  |
| Curzon Film Distributors            | 英国      | 1957     |          |
| Divisa Home Video                   | 西班牙    | 2004     | DVD发行  |
| Edward Harrison                     | 美国      | 1958     | 字幕版   |
| Merchant Ivory Productions          | 美国      | 1995     | 恢复版   |
| 索尼经典                            | 美国      | 1995     | 重映版   |

##### 上映信息
| 国家/地区           | 上映/发行日期  | 国家/地区                | 上映/发行日期  |
| ------------------- | -------------- | ------------------------ | -------------- |
| 印度                | 1955年8月26日  | 美国                     | 1958年9月22日  |
| 西德电视首映        | 1968年5月6日   | 瑞典电视首映             | 1969年3月5日   |
| 英国有限放映        | 2002年5月3日   | 意大利佛罗伦萨印度电影节 | 2004年12月12日 |
| 波兰ERA新视野电影节 | 2005年7月22日  | 英国重新发行             | 2005年8月26日  |
| 西班牙              | 2005年10月14日 | 荷兰重新发行             | 2008年11月13日 |
| 希腊欧洲电影全景    | 2010年10月21日 |                          |                |

## 回响

###### 影评
大地之歌》以清新质朴的风格成为构筑印度电影历史的现实主义旗帜与美学意识的电影之一，它的自然主义美学意识截然区分于西方文学意义上的自然主义文学流派。是与东方电影审美文化中“天人合一”的观念紧密联系，实现的是个体人的自我认识以及人与自然的交流与沟通。片中的“悲悯味”源自雷伊对印度传统美学意识的刻画与体验。作为“印度电影新浪潮”的开篇之作，《大地之歌》迥异于传统印度歌舞电影刻板的叙事程序与模式化的人物类型，而是以“悲悯”的情调和手法，来描绘电影中每一个具有“存在主义姿态”的故事人物，表现其孤独、焦虑、绝望与悲愁的真实生活面貌。雷伊在《大地之歌》里真正地描写了“人”，写出了他们的性格、情绪、希望乃至绝望和痛苦。然而，雷伊电影里的“悲”不是单纯的痛苦与不幸，它们作为一种框架，构筑的是磨难之下灵魂的静谧，也即该片不仅表达了“悲悯味”的情调，强调情调之下隐藏的人本情怀，更以“存在主义的姿态”，写出了每一个独立的个体人的性格与灵魂。《大地之歌》既代表着过去，又预示着未来（《名作欣赏》评）《大地之歌》作为印度电影史上的一个里程碑，更是那个时代印度社会的真实反映。雷伊在接受采访时曾说：“一个真正严肃的、有社会责任感的电影导演，决不能退回到乌托邦。他必须面对现实的挑战，审视事实、挖掘事实，从中选择，并将其转化为电影。”我觉得雷伊的电影表达的是一种超越民族和国界的人类共同情感，他坚持专注于现实、人文与自然，这也令他成为连接印度电影和世界的桥梁。

###### 荣誉
| 时间   | 电影节/颁奖礼                  | 奖项                                              | 获奖主体     | 备注 |
| ------ | ------------------------------ | ------------------------------------------------- | ------------ | ---- |
| 1956年 | 第9届戛纳电影节                | 最佳人物纪录片                                    | 《大地之歌》 | 获奖 |
| 1956年 | 第9届戛纳电影节                | 金棕榈奖                                          | 《大地之歌》 | 提名 |
| 1956年 | 第9届戛纳电影节                | 国际天主教电影视听协会奖 - 特别提及               | 《大地之歌》 | 提名 |
| 1958年 | 第11届英国电影和电视艺术学院奖 | 电影奖-最佳影片                                   | 《大地之歌》 | 提名 |
| 1958年 | 美国国家评论协会奖             | 最佳外语片（电影类）                              | 《大地之歌》 | 获奖 |
| 2022年 |                                | 《视与听》影史最伟大100部影片2022年影评人版第35位 | 《大地之歌》 | 获奖 |

## 註解
1. ↑  . Media Resource Center FilmFinder. University of North Carolina at Chapel Hill.   [2008-06-19]. （原始内容存档于2009-03-22）.
2. ↑  Pradip Biswas. . Screen Weekly. September 16, 2005  [2009-04-23]. （原始内容存档于2009-06-02）.
3. ↑  Robinson 2003，第77頁
4. ↑  Robinson 2003，第78頁
5. ↑  . festival-cannes.com.   [2009-02-05]. （原始内容存档于2014-10-16）.
6. ↑  . movie.douban.com.   [2023-05-04]. （原始内容存档于2023-05-06）.
7. ↑  . news.ycwb.com.   [2023-04-30]. （原始内容存档于2023-05-03）.

## 外部連結
- 互联网电影数据库（IMDb）上《小路之歌》的资料（英文）
- AllMovie上《Pather Panchali》的资料（英文）
- 爛番茄上《小路之歌》的資料（英文）
- 《小路之歌》於 SatyajitRay.org
- 《小路之歌》於 Ray Film and Study Collection University of California - Santa Cruz
- 深入評論《小路之歌》
- 紐約時報評閱《小路之歌》 （页面存档备份，存于）